# 四正丁基六氟磷酸銨
四正丁基六氟磷酸铵是示性式为{\displaystyle {\ce {[N(CH3CH2CH2CH2)4]+[PF6]-}}}的盐，常溫常壓下呈為无色晶体，它可由四正丁基溴化铵和六氟磷酸在水溶液中反应，经氯仿萃取得到。它在非水環境电化学中可做為電解質。它高度溶于极性有机溶剂，例如丙酮和乙腈。
该盐由带正电的四正丁基铵離子，一種季铵阳离子和弱碱性六氟磷酸根阴离子组成。此物质是化学惰性的，这使得该盐可以在很宽的电位范围内用作惰性电解质。考虑到电化学实验的敏感性，通常将该盐進一步纯化，例如在无水乙醇或其水溶液中重结晶。